# Precious Junk
《Precious Junk》，日本男歌手平井堅的第1張單曲。1995年5月13日發行。

## 概述
- 平井堅1995年出道的首張單曲。
- 山口智子主演日劇《奇蹟餐廳》主題歌。
- 以索尼的大型創作新人出道，不過首週只在Oricon取得67位的名次。最高曾獲得50位。
- 2000年10月1日重新發行CD版。

## 收錄曲目
1. Precious Junk
  - 作詞：平井堅／作曲：平井堅、山下俊／編曲：Joe Rinoie
  - 富士電視台連續劇《奇蹟餐廳》主題歌
2. 音樂盒
  - 作詞、作曲：平井堅／編曲：武部聰志
3. Precious Junk（Original Karaoke）

## 外部連結
- Sony Music的作品介紹
  - 通常盤（页面存档备份，存于）